# Thomas Stadlober
Thomas Stadlober (* 20. Dezember 1834 in Rattenberg, Gemeinde Fohnsdorf; † 27. September 1896 ebenda) war Grundbesitzer und Abgeordneter zum Österreichischen Abgeordnetenhaus.

## Leben
Thomas Stadlober war unehelicher Sohn des Landwirts Franz Stadlober († 1858). Bei der Heirat der Eltern im Jahr 1837 wurde er legitimiert. Im Jahr 1856 übernahm er die Leitung des Familienhofes (vulgo Furtner) in Rattenberg.
Er war Gemeinderat von Fohnsdorf.
Er war römisch-katholisch und ab 1864 verheiratet mit Elisabeth Hausberger, verwitweter Prutti († 1888), mit der er zwei Söhne und drei Töchter hatte, wobei eine jung verstorben ist.

## Politische Funktionen
Thomas Stadlober war vom 22. September 1885 bis zum 23. Januar 1891 Abgeordneter des Abgeordnetenhauses im Reichsrat (VII. Legislaturperiode) und vertrat dort für das Kronland Steiermark die Kurie Landgemeinden 3 (Judenburg, Knittelfeld, Obdach, Oberzeiring, Murau, Oberwölz, Neumarkt, Liezen, Rottenmann, St. Gallen, Gröbming, Irdning, Schladming, Aussee).

## Klubmitgliedschaften
Thomas Stadlober war ab 1885 Mitglied im Deutschen Klub und ab dem 15. Februar 1887 fraktionslos. Ab dem 22. Mai 1887 gehörte er der Deutschnationalen Vereinigung an.